# Culin
Culin est une commune française située dans le département de l'Isère, en région Auvergne-Rhône-Alpes.
Culin est un village à l'aspect essentiellement rural positionné en limite des Terres froides, une région naturelle du Nord-Isère, située au sud de l'agglomération de Bourgoin-Jallieu.
Ses habitants sont dénommés les Culinois.

## Géographie

### Description et situation
Culin est une petite commune essentiellement rurale avec une vocation agricole encore très présente située dans la partie septentrionale du département de l'Isère, à environ 10 km de Saint-Jean-de-Bournay et de l'agglomération de Bourgoin-Jallieu
Positionné dans la région naturelle des Terres froides et malgré cette proximité et son appartenance au canton de L'Isle-d'Abeau, la commune est cependant adhérente à la communauté de communes Bièvre Isère dont le siège est fixé à Saint-Étienne-de-Saint-Geoirs.

### Communes limitrophes
Culin est limitrophe avec cinq autres communes du département de l'Isère :
|                    | Saint-Agnin-sur-Bion     | Les Éparres |
| Meyrieu-les-Étangs | Culin                    | Tramolé     |
|                    | Sainte-Anne-sur-Gervonde |             |

### Climat
Pour des articles plus généraux, voir Climat d'Auvergne-Rhône-Alpes et Climat de l'Isère.
En 2010, le climat de la commune est de type climat océanique altéré, selon une étude du Centre national de la recherche scientifique s'appuyant sur une série de données couvrant la période 1971-2000. En 2020, Météo-France publie une typologie des climats de la France métropolitaine dans laquelle la commune est exposée à un climat de montagne ou de marges de montagne et est dans une zone de transition entre les régions climatiques « Moyenne vallée du Rhône » et « Alpes du nord ». 
Pour la période 1971-2000, la température annuelle moyenne est de 10,2 °C, avec une amplitude thermique annuelle de 17,5 °C. Le cumul annuel moyen de précipitations est de 1 101 mm, avec 9,9 jours de précipitations en janvier et 7 jours en juillet. Pour la période 1991-2020, la température moyenne annuelle observée sur la station météorologique de Météo-France la plus proche, « Bourgoin », sur la commune de Bourgoin-Jallieu à 8 km à vol d'oiseau, est de 12,4 °C et le cumul annuel moyen de précipitations est de 844,0 mm,. Pour l'avenir, les paramètres climatiques de la commune estimés pour 2050 selon différents scénarios d'émission de gaz à effet de serre sont consultables sur un site dédié publié par Météo-France en novembre 2022.

### Hydrographie
Le ruisseau de Valausin, d'une longueur de 2 km, prend sa source dans la commune avant de rejoindre l'Agny en aval de Tramolé.

### Voies de communication et transports
Le territoire communal est situé hors des grands axes de circulation et n'est traversé que par quelques routes d'importance secondaire dont la RD23b qui relie le bourg à celui de Meyrieu-les-étangs.
La bretelle d'autoroute la plus proche (A43 relie la commune à Lyon et à Chambéry) est située à moins de dix kilomètres du bourg :
 8 à 37 km : Bourgoin-Jallieu-centre, Nivolas-Vermelle, Ruy-Montceau
La gare ferroviaire la plus proche de la commune est celle de Bourgoin-Jallieu, desservie par des trains TER Auvergne-Rhône-Alpes.

## Urbanisme

### Typologie
Au 1er janvier 2024, Culin est catégorisée commune rurale à habitat dispersé, selon la nouvelle grille communale de densité à sept niveaux définie par l'Insee en 2022.
Elle est située hors unité urbaine. Par ailleurs la commune fait partie de l'aire d'attraction de Lyon, dont elle est une commune de la couronne,. Cette aire, qui regroupe 397 communes, est catégorisée dans les aires de 700 000 habitants ou plus (hors Paris),.

### Occupation des sols
L'occupation des sols de la commune, telle qu'elle ressort de la base de données européenne d’occupation biophysique des sols Corine Land Cover (CLC), est marquée par l'importance des territoires agricoles (81,8 % en 2018), en diminution par rapport à 1990 (84,1 %). La répartition détaillée en 2018 est la suivante : 
terres arables (58,3 %), prairies (20 %), forêts (11,7 %), zones urbanisées (6,6 %), zones agricoles hétérogènes (3,4 %). L'évolution de l’occupation des sols de la commune et de ses infrastructures peut être observée sur les différentes représentations cartographiques du territoire : la carte de Cassini (XVIIIe siècle), la carte d'état-major (1820-1866) et les cartes ou photos aériennes de l'IGN pour la période actuelle (1950 à aujourd'hui).

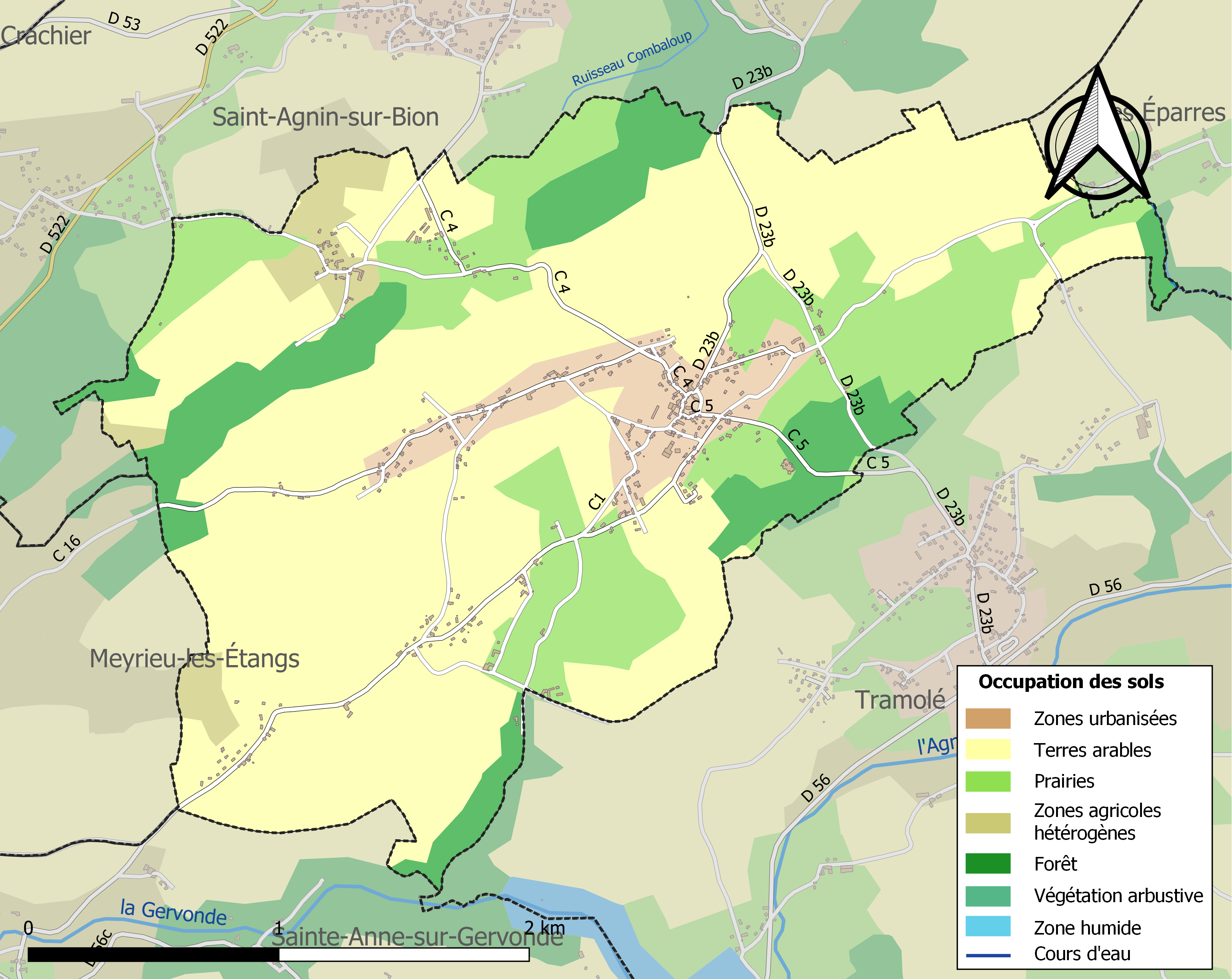
Carte des infrastructures et de l'occupation des sols de la commune en 2018 (CLC).

### Morphologie urbaine
Culin est composée d'un bourg central à l'aspect essentiellement agricole avec quelques maisons rurales et des résidences de facture plus moderne. Les hameaux sont essentiellement composés de corps de fermes et de maisons particulières.

### Hameaux, lieux-dits et écarts
Voici, ci-dessous, la liste la plus complète possible des divers hameaux, quartiers et lieux-dits résidentiels urbains comme ruraux qui composent le territoire de la commune de Culin, présentés selon les références toponymiques fournies par le site géoportail de l'Institut géographique national. 
| - Bagneux - Bagneux-le-Roi - Chez Reypin - Barracand - les Vignes - Maison Ciceron | - les Brosses - les Revollets - Palletière - Valuzin - le Bois Bonnet - le Clos | - les Croix - le Colombier - les Charmes - les Paluds - Le Maréchon - la Fontaine Chavrot |

### Risques naturels et technologiques

#### Risques sismiques
L'ensemble du territoire de la commune de Culin est situé en zone de sismicité no 3 (sur une échelle de 1 à 5), comme la plupart des communes de son secteur géographique.
| Type de zone | Niveau            | Définitions (bâtiment à risque normal) |
| ------------ | ----------------- | -------------------------------------- |
| Zone 3       | Sismicité modérée | accélération = 1,1 m/s2                |

## Histoire

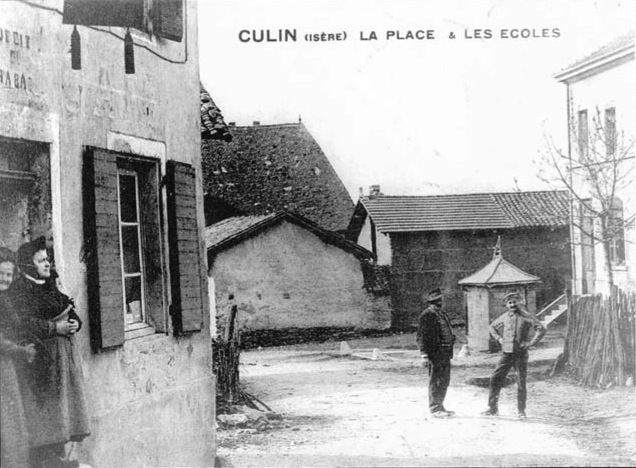
La place et l'école au début du XXe siècle.

### Antiquité
Le secteur actuel de la commune de Culin se situe à l'ouest du territoire antique des Allobroges, ensemble de tribus gauloises occupant l'ancienne Savoie, ainsi que la partie du Dauphiné, située au nord de la rivière Isère.

### Époque contemporaine
En 1801, un nouveau découpage cantonal et communal de la commune de Les Eparres lui fait perdre Culin, qui devient une nouvelle commune à part entière.

## Politique et administration

### Administration municipale
Conformément à sa population, le conseil municipal de la commune est composé de quinze membres.

### Liste des maires
| Période                                  | Période   | Identité        | Étiquette | Qualité  |
| ---------------------------------------- | --------- | --------------- | --------- | -------- |
| mars 2008                                | mars 2014 | Guy Martin      |           |          |
| mars 2014                                | 2020      | Didier Lardeux  | SE        | Retraité |
| 2020                                     | En cours  | Maurice Debrand |           |          |
| Les données manquantes sont à compléter. |           |                 |           |          |

## Population et société

### Démographie
L'évolution du nombre d'habitants est connue à travers les recensements de la population effectués dans la commune depuis 1793. Pour les communes de moins de 10 000 habitants, une enquête de recensement portant sur toute la population est réalisée tous les cinq ans, les populations de référence des années intermédiaires étant quant à elles estimées par interpolation ou extrapolation. Pour la commune, le premier recensement exhaustif entrant dans le cadre du nouveau dispositif a été réalisé en 2004.

En 2022, la commune comptait 785 habitants, en évolution de +6,22 % par rapport à 2016 (Isère : +3,07 %, France hors Mayotte : +2,11 %).
| 1793 | 1800 | 1806 | 1821 | 1831 | 1836 | 1841 | 1846 | 1851 |
| ---- | ---- | ---- | ---- | ---- | ---- | ---- | ---- | ---- |
| 747  | 409  | 469  | 634  | 688  | 689  | 676  | 670  | 580  |

| 1856 | 1861 | 1866 | 1872 | 1876 | 1881 | 1886 | 1891 | 1896 |
| ---- | ---- | ---- | ---- | ---- | ---- | ---- | ---- | ---- |
| 528  | 505  | 505  | 460  | 445  | 457  | 460  | 429  | 412  |

| 1901 | 1906 | 1911 | 1921 | 1926 | 1931 | 1936 | 1946 | 1954 |
| ---- | ---- | ---- | ---- | ---- | ---- | ---- | ---- | ---- |
| 402  | 371  | 358  | 330  | 323  | 305  | 297  | 274  | 279  |

| 1962 | 1968 | 1975 | 1982 | 1990 | 1999 | 2004 | 2006 | 2009 |
| ---- | ---- | ---- | ---- | ---- | ---- | ---- | ---- | ---- |
| 261  | 256  | 251  | 336  | 406  | 518  | 596  | 610  | 659  |

| 2014 | 2019 | 2022 | - | - | - | - | - | - |
| ---- | ---- | ---- | - | - | - | - | - | - |
| 714  | 758  | 785  | - | - | - | - | - | - |

### Enseignement
La commune est rattachée à l'académie de Grenoble (Zone A).

### Équipements sportifs et culturels
Culin gère une médiathèque partagée avec la commune de Tramolé.

### Médias
Historiquement, le quotidien à grand tirage Le Dauphiné libéré consacre, chaque jour, y compris le dimanche, dans son édition du Nord-Isère, un ou plusieurs articles à l'actualité du canton, de la communauté de communes, ainsi que des informations sur les éventuelles manifestations locales, les travaux routiers, et autres événements divers à caractère local.

### Cultes
La communauté catholique et l'église de Culin (propriété de la commune) sont desservies par la paroisse Saint Hugues de Bonnevaux  qui est, elle-même, rattachée au diocèse de Grenoble-Vienne.

## Culture locale et patrimoine

### Lieux et monuments
- L'église Saint-Clair est attestée vers 1250. Elle présentait un portail roman ainsi qu'un un chœur du XVe siècle. Elle a été profondément remaniée à la fin du XIXe siècle[22].

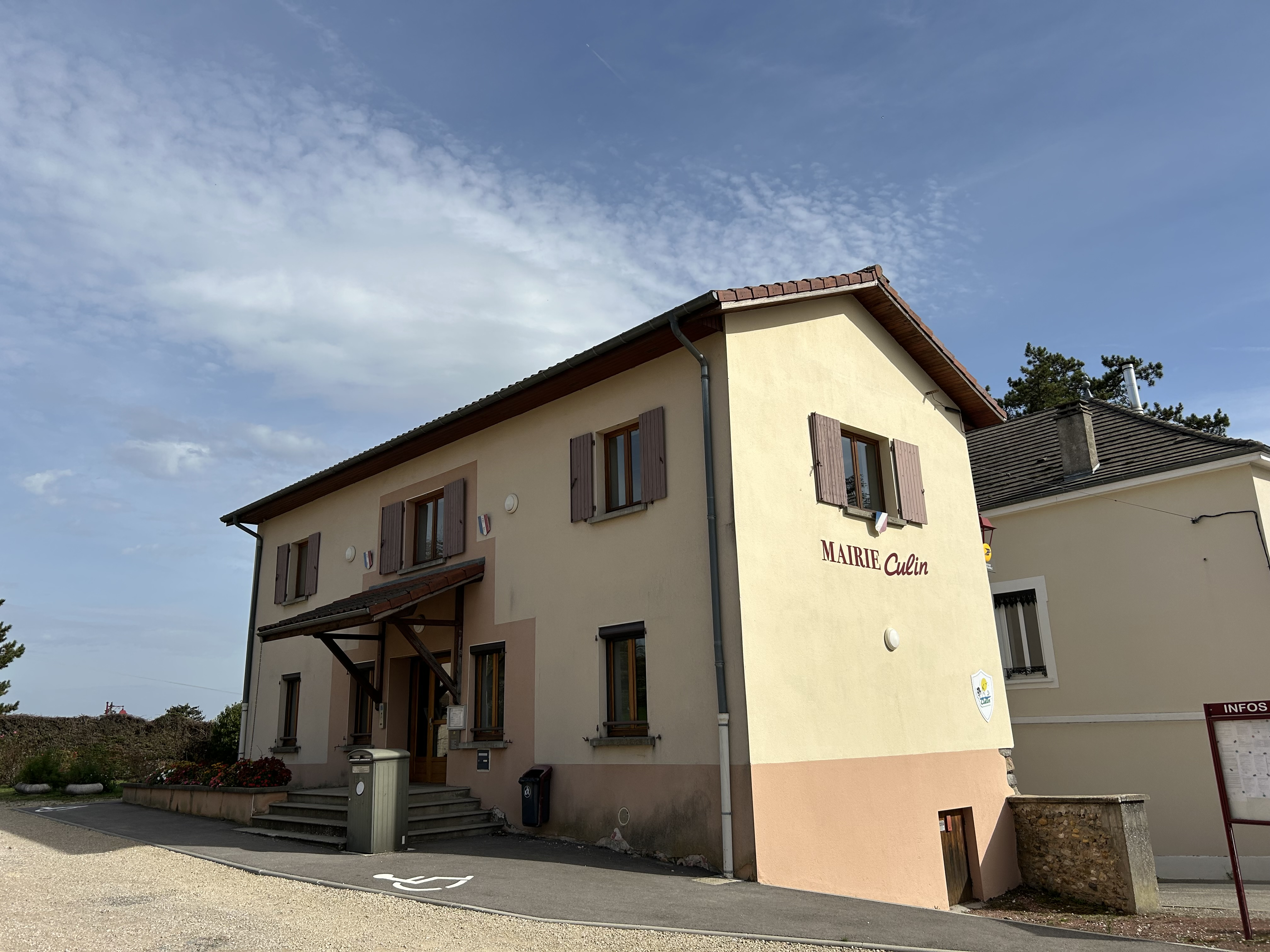
La mairie de Culin en 2024.

- La Grange Jubié[réf. nécessaire]

### Personnalités liées à la commune
L’association Stella’Dance-Maison du Village créée par Pascal Deny, y organisa   de nombreux concerts accueillant des célébrités telles que Marc Lavoine, Julie Pietri, Gilbert Montagné, Sheila, Gérard Blanc, Sabine Paturel…[réf. nécessaire]

### Héraldique
|  | Culin possède des armoiries dont l'origine et le blasonnement exact ne sont pas disponibles. |